# Mehlschneiden

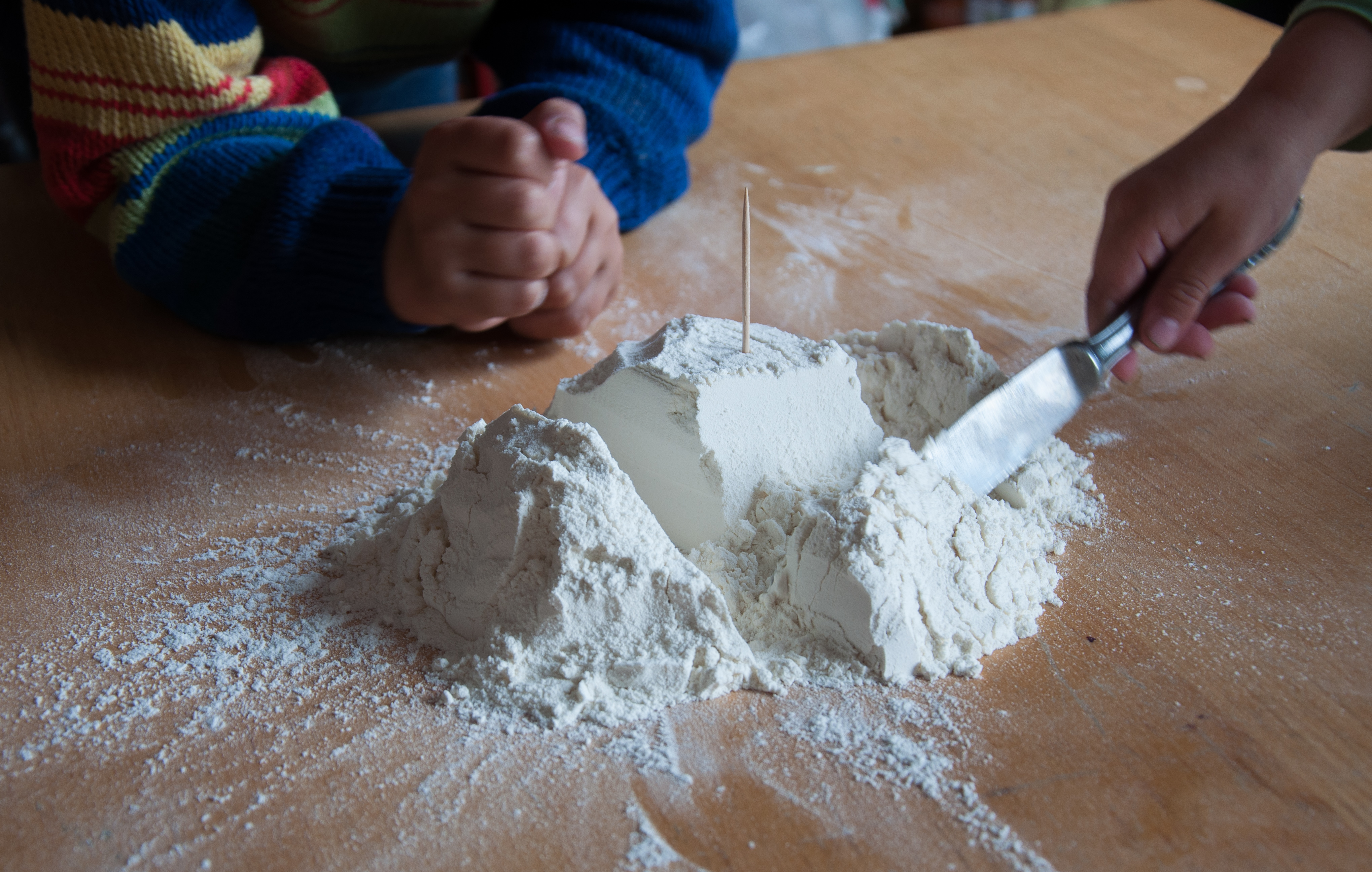
Mehlschneiden

Mehlschneiden ist ein Kinder- und Geschicklichkeitsspiel, das vorwiegend auf Geburtstagsfeiern von Kindern gespielt wird. Das Spiel ist historisch bis früh in das 19. Jahrhundert belegbar und wahrscheinlich noch deutlich älter; das in Teilen vergleichbare Spiel Trygodiphesis wurde bereits im antiken Griechenland gespielt.

## Spielregeln und Varianten
Bei dem Spiel geht es darum, dass ein Berg Mehl von den Mitspielern verkleinert werden muss, ohne dass sich ein darin befindlicher Zahnstocher bewegt. Für das Spiel wird entsprechend auf einer sauberen Tischplatte oder einem flachen Teller ein Berg aus Mehl aufgebaut, in dessen Spitze ein Zahnstocher gesteckt wird. Alle Mitspieler erhalten reihum ein stumpfes Streichmesser (alternativ einen Löffel), mit dem sie jeweils einen Teil des Mehls entfernen müssen. Verrutscht der Zahnstocher oder fällt er um, muss von dem entsprechenden Mitspieler ein Pfand abgegeben werden.
Statt des Zahnstochers kann eine Belohnung verwendet werden, die von dem Verlierer oder dem nach ihm folgenden Spieler gegessen oder mit dem Mund aus dem Mehl aufgenommen werden muss, ohne dabei die Hände zu verwenden. Historisch wurden vor allem Münzen oder andere Gegenstände auf dem Mehl platziert. Wieder andere Varianten nutzen mehrere im Mehl versteckte Gummibärchen, die die Finder als Belohnung aus dem Mehl fischen dürfen.

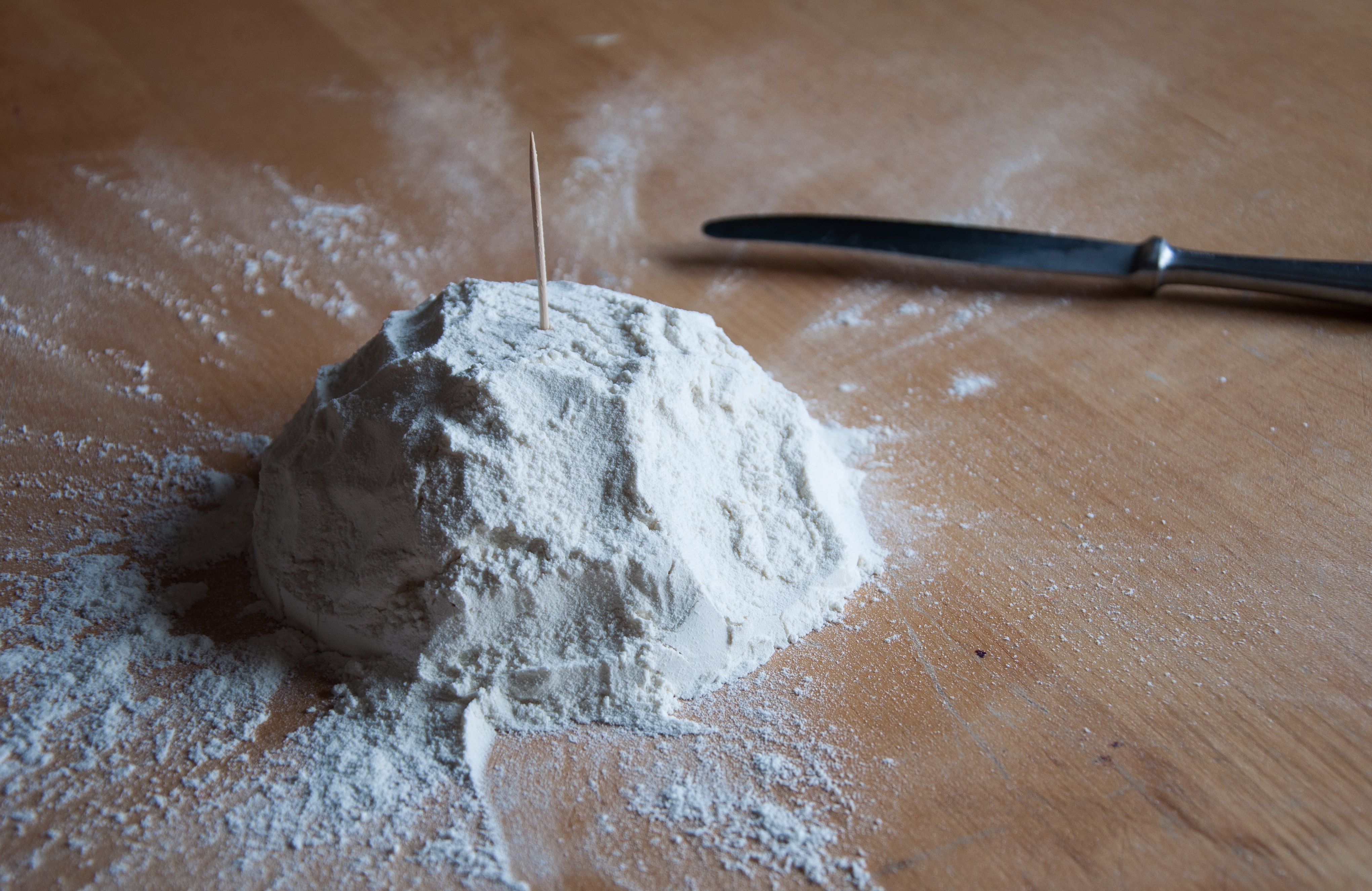
Mehlhaufen zu Spielbeginn
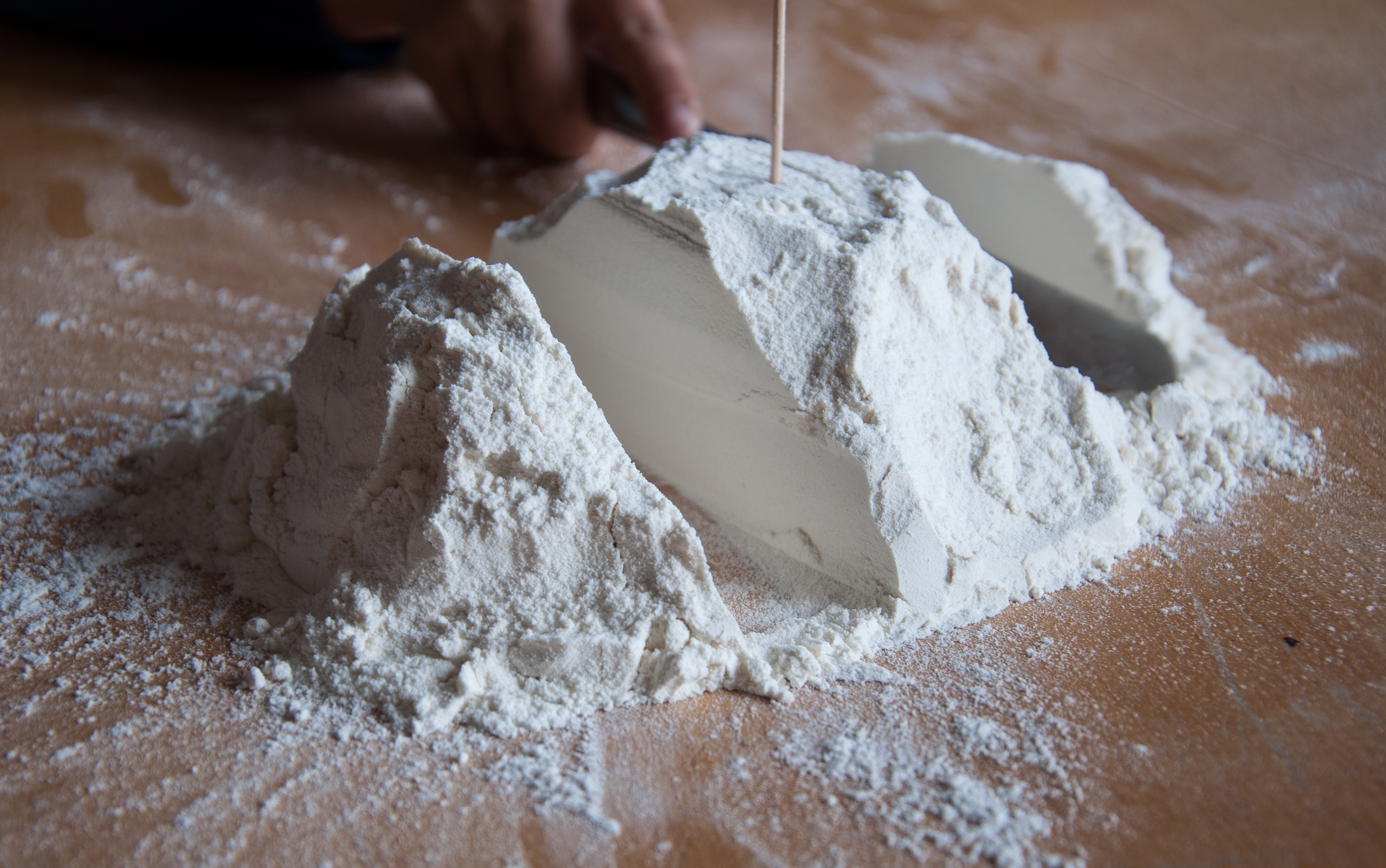
Erste Schnitte
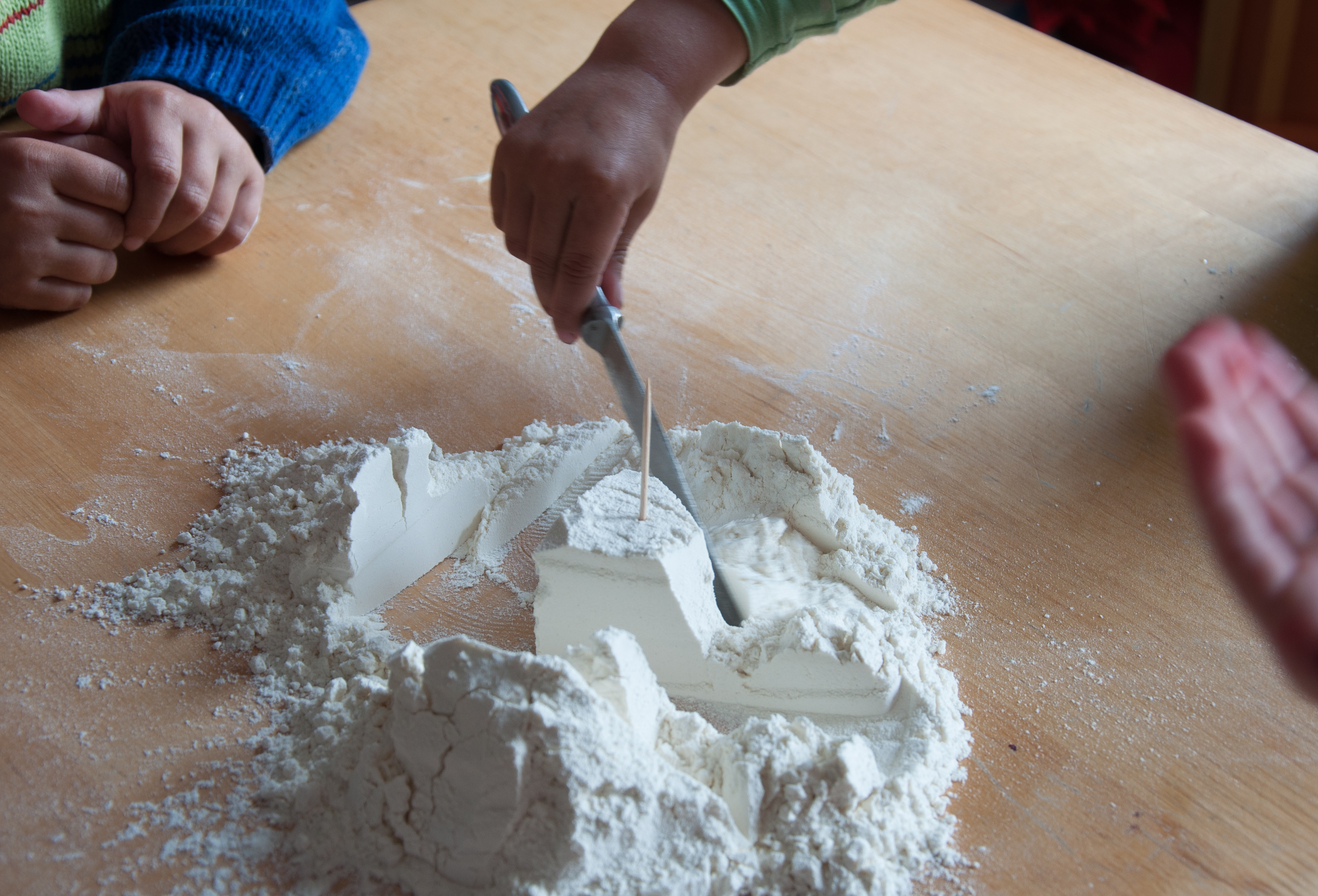
Der Haufen wird kleiner
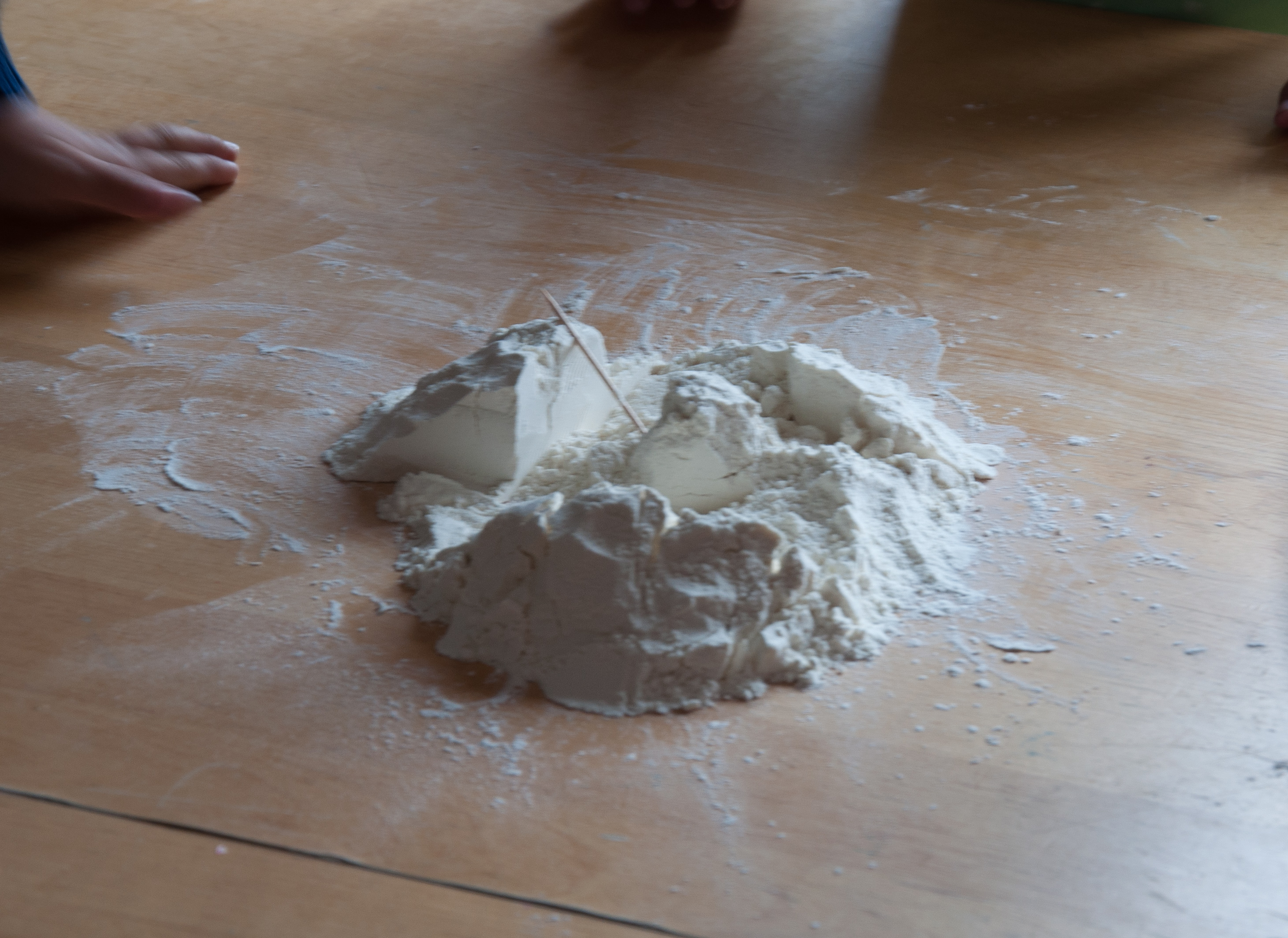
Verloren

## Geschichte
Das Mehlschneiden ist ein traditionelles Spiel, das bereits in der Spieleliteratur und in Erzählungen des 19. Jahrhunderts auftaucht und dokumentiert ist. So findet sich etwa in dem Buch Deutsche Volks- und Turnspiele für Jung und Alt von 1865 eine Spieleanleitung, bei der ein Geldstück oder Ring als Belohnung auf dem Mehl platziert wird, die ebenfalls mit dem Mund aufgenommen werden müssen. In dem Buch Volk- und Kinder-Spiele aus Schleswig-Holstein von 1874 wird das Spiel ebenfalls beschrieben und mit dem alternativen Namen Mönchscheeren benannt. In dem Werk wird es mit weiteren Spielen verglichen, die anstatt mit Mehl mit Erde gespielt werden, darunter etwa Himmelhaken, bei dem die Mitspieler solange Erde aufhäufen, wie sie summen können, damit danach ein Mitspieler ein Messer mit dem Mund aus dem Haufen ziehen muss, oder Erde stehlen, bei dem die Mitspieler mit einem Messer jeweils voneinander Erde vom jeweiligen Haufen entfernen und auf den eigenen Haufen geben. Als älteste Version eines vergleichbaren Spiels wird das in Griechenland gespielte Trygodiphesis (τρυγοδίφησις) bezeichnet, bei dem die Mitspieler mit dem Mund Gegenstände aus einem Gefäß mit Weinhefen herausholen mussten.
Der österreichische Schriftsteller Ignaz Franz Castelli erwähnte das Mehlschneiden in seinen Wiener Lebensbildern von 1828 in der Erzählung Das Haustheater:

„In dem Hause des Kaufmanns Bratsch saßen die jungen Leute in einem abgesonderten Zimmer beisammen und trieben tolles Zeug: Sie spielten Pfänderspiele, Blinde Kuh, Mehlschneiden und wie die Spiele alle heißen, die Bewegung oder Scherze machen.“

## Belege
1. ↑  
Robert Emil Lembke, Michael Schiff: Das grosse Haus- und Familienbuch der Spiele. Lichtenberg-Verlag, Köln 1969, S. 52.
2. ↑  
Mehlschneiden. In: spielewiki.org. Abgerufen am 2. Mai 2016.
3. 1 2  
F. A. Jacob: Deutsche Volks- u. Turnspiele für Jung und Alt: (168). Ein Handbüchlein für Aeltern, Lehrer, Erzieher, Kinder- und Jugendfreunde sowie eine Beigabe zu jedem Turn-Leitfaden. Maruschke & Berendt, 1865, S. 119 (eingeschränkte Vorschau in der Google-Buchsuche).
4. 1 2 3  
Heinrich Handelmann: Volk- und Kinder-Spiele aus Schleswig-Holstein. Ernst Homann, Kiel 1874, S. 98 (eingeschränkte Vorschau in der Google-Buchsuche).
5. ↑  
Mehlschneiden | Spiele für den Kindergeburtstag. In: Spiele für den Kindergeburtstag. spiele-fuer.den-kindergeburtstag.de, abgerufen am 2. Mai 2016.
6. ↑  
τρυγοδίφησις. In: enacademic.com. Academic Dictionaries and Encyclopedias, abgerufen am 2. Mai 2016. Originalquelle: Greek-English dictionary (Αγγλικά Ελληνικά-λεξικό)
7. 1 2  
Ignaz Franz Castelli: Wiener Lebensbilder. Skizzen aus dem Leben und Treiben in dieser Hauptstadt. Bey F. Tendler, 1828, S. 37 (eingeschränkte Vorschau in der Google-Buchsuche).